# ジャパン (チェーンストア)
ジャパンは、株式会社スギ薬局が展開するディスカウントストア型ドラッグストア（チェーンストア）である。
かつては株式会社ジャパン（大阪府大阪市中央区）が運営を行なっていたが、2013年（平成25年）3月1日のグループ内再編によりスギ薬局がジャパンの事業を継承した後、親会社のスギホールディングス株式会社に吸収合併された。

## 概要
創業者の桐間幹二により、1980年（昭和55年）9月に兵庫県伊丹市にて創業。創業から暫くは伊丹市に本社を構えていた。2年後の1982年（昭和57年）には改組、その後も吹田・堺・姫路と関西地区を中心に店舗展開を続けた。
旧ジャパンの本社の所在していた大阪府を中心として、関西を基盤に店舗展開をしており、1999年（平成11年）以降は、東京都練馬区への出店をきっかけに関東地区にも展開する。2011年（平成23年）時点では埼玉県を中心に出店を行い34店舗を展開していたが、2013年（平成25年）の吸収合併以降は全店舗の閉鎖またはスギドラッグへの転換を行ったため、関東からは撤退した。
加工食料品を中心に、国産雑貨・輸入雑貨・電化製品・飲料・酒類など多くの品目を扱う。以前はアジア周辺の珍しい雑貨などを安価で取り揃え、特徴を出していたが、近年は取り扱い品が平均化されてきた。都心部よりも郊外を中心に店舗展開を行っている。また、スギ薬局グループとなってからは、ディスカウントストアからディスカウント型ドラッグストア業態への転換を行なっている。

### 合併
2004年（平成16年）にドラッグストアのスギ薬局を全国展開するスギホールディングス（以降スギHD）と業務提携。翌2005年（平成17年）には、同社の傘下に入り、2013年（平成25年）3月に吸収合併された。
スギHDに吸収合併されるまで本社として使用されたビルは、かつて関西を基盤としていた広告代理店・萬年社（1999年に廃業）の本社ビルだった建物を買い取ったもので、1階を店舗（ジャパン 中央プチ店）、2階以上は事務所として使用していた。その後は事務所部分をスギ薬局グループ大阪事務所として使用していたが、大阪事務所の移転に伴い店舗は閉店、ビルは2016年に解体された。現在はコインパーキングとなっている。
スギHD傘下になってから、レジ袋はスギ薬局と同じ仕様の物が使われている。

### その他
- 太平かつみと共に「どんきほ〜て」という漫才コンビで活動していたきびのだんごは、桐間の娘と結婚していた1999年（平成11年）にコンビを解散。そのまま芸能界を引退すると、一時当社に勤務していた（現在は離婚・退社）。
- 各店の店頭に置いてある人形は「さわやか親父（別称は「能書き親父」。または単に親父）」と呼ばれており、ジャパン創業者で元会長の桐間をモデルにしたものである。また、看板には桐間の似顔絵が描かれていた。スギHD傘下になってから「さわやか親父」人形は撤去され、看板は一時「さわやか親父」人形の写真に変更された後に店舗のロゴのみにされている。
- 店内では毎55分[2]に3分弱の「ジャパン音頭」[3]が流れている。また、一部店舗では外国人向けに英語による店内放送も流している。

## 来歴
- 1982年 - 兵庫県伊丹市にて、株式会社 桐間本店を設立。
- 1987年 - 株式会社 ジャパンへ商号変更。
- 1996年 - 大阪証券取引所2部上場。
- 2000年 - 本社を萬年社が所有していた大阪市中央区のビルに移転。本社ビル内に中央プチジャパン店を開店。
- 2001年 - 東京証券取引所2部上場。連結子会社の株式会社ニューファミリーと株式会社東京ジャパンを簡易吸収合併。
- 2004年 - 愛知県に本部を置くドラッグストア・株式会社スギ薬局（現・スギホールディングス）と業務提携。
- 2005年 - スギ薬局の連結子会社となる。
- 2007年 - スギ薬局の完全子会社となり、上場廃止。
- 2013年3月1日 - スギ薬局を継承会社とする吸収分割を実施し、ディスカウント型ドラッグストア事業を同社が継承。分割後の当社は、親会社であるスギホールディングスに吸収合併され消滅[1]。

ギャラリー
- 元本社ビル（スギ薬局の子会社時代。現在は解体済み）
- ジャパン 和泉店（2025年（令和7年）7月31日に閉店）
（大阪府和泉市和気町1-30-41）
（2008年（平成20年）6月1日 撮影）
- ジャパン 小手指店 
（埼玉県所沢市小手指町4-5-3）
（2006年（平成18年）9月7日 撮影）
- 店頭に設置された「さわやか親父」の人形
（大阪市都島区片町1-9-1にあるジャパン京橋店正面玄関前）